# Ygg
Ygg (parfois nommé YggTorrent) est un annuaire de torrents et un tracker BitTorrent privé créé en 2017.
Selon Alexa Internet, il est le 35e site web le plus visité en France au 1er janvier 2020, soit le premier dans sa catégorie d'annuaire bittorrent et de téléchargement illégal.
Le site a plusieurs fois changé de domaine de premier niveau pour contourner les blocages, censures ou suspensions de noms de domaine.

## Contenu
Il référence du contenu numérique audiovisuel, vidéo-ludique ainsi que des livres numériques et des logiciels. Fondé sous sa forme actuelle en juillet 2017 par une équipe francophone, YggTorrent permet au visiteur de chercher, télécharger et de contribuer en ajoutant des fichiers torrent, facilitant ainsi le partage de fichiers pair à pair au sein des utilisateurs du protocole BitTorrent.
Comme YggTorrent donne principalement accès à du contenu diffusé sans l'accord des ayant droits, il est illégal dans beaucoup de pays.

## Historique
Le 21 mai 2017, le nom de domaine yggtorrent.com est réservé pour la première fois. Les administrateurs du site en font d'abord un annuaire bittorrent public recensant un nombre restreint de torrents. Après la fermeture de t411 le 26 juin 2017, le site est remodelé en profondeur et ouvre officiellement ses portes en tant que tracker public participatif début juillet 2017. Ses administrateurs choisissent au bout de quelques semaines de le transformer en tracker privé à inscription libre.
Le 31 octobre 2017, t411.si, un clone très fréquenté du site t411, annonce sa fermeture et sa fusion avec YggTorrent,,. Le 1er décembre, YggTorrent est déréférencé par le moteur de recherche Google en réponse aux violations répétées aux droits d'auteurs et aux nombreuses demandes DMCA envoyées à Google par les ayants droit,,.
Au 8 décembre 2017, le site compte plus de 600 000 membres, 173 000 torrents, cumulant au total plus de deux millions de peers connectés.[réf. nécessaire].
En décembre 2018, Numerama partage le témoignage d'un ancien administrateur du site qui indique que le site aurait généré 300 000 euros en quatre mois et indique par la même occasion le nombre total de torrents présents sur le site en décembre 2018, qui est alors égal à un peu moins de 280 000 torrents.
Début 2020, le site indique 3 500 000 utilisateurs sur Twitter sans préciser les comptes doubles, triples et multiples dont l'équipe fait également usage. En 2021, le site compte un peu plus de 490 000 torrents[source insuffisante] dont une grande partie sont inactifs[source insuffisante].
Le 5 février 2020, le nom de domaine du site est désactivé par le registraire du nom de domaine, pour « infractions autour de la propriété intellectuelle, ou droits légaux des ayants droit, comme le droit exclusif de reproduire, distribuer, afficher ou jouer l’oeuvre protégée, ou de créer des travaux dérivés ».
Le 20 février 2020, le site voit son compte Twitter suspendu et invite désormais ses utilisateurs à le suivre sur Mastodon.
Le 17 mai 2024, YggTorrent, qui était jusque-là un tracker semi-privé, devient un tracker BitTorrent privé,,. Aussi, le site raccourcit son nom en Ygg dans l'url comme dans le logo.
En février 2025, le site indexe plus de 880 000 torrents.

### Changement de nom de domaine
Depuis le début de son existence, le site a plusieurs fois changé de nom de domaine pour contourner les blocages des fournisseurs français d'accès à Internet, censures de la part des moteurs de recherche comme Google ou encore suspensions de noms de domaine par les registraires.
| TLD                        | Date              |
| -------------------------- | ----------------- |
| yggtorrent.com (abandonné) | 3 juin 2017       |
| yggtorrent.pe (abandonné)  | 24 septembre 2019 |
| yggtorrent.ws (suspendu)   | 2 décembre 2019   |
| yggtorrent.do (suspendu)   | 20 mars 2023      |